# Chaetostomella nigripunctata
Chaetostomella nigripunctata är en tvåvingeart som beskrevs av Tokuichi Shiraki 1933. Chaetostomella nigripunctata ingår i släktet Chaetostomella och familjen borrflugor.
Artens utbredningsområde är Taiwan. Inga underarter finns listade i Catalogue of Life.